# Preston (Forest of Dean)
Preston – wieś w Anglii, w Gloucestershire, w dystrykcie Forest of Dean, w civil parish Dymock. W 1931 roku civil parish liczyła 77 mieszkańców. Preston jest wspomniana w Domesday Book (1086) jako Prestetune.